# ادهار العيدون (عين القصاب)
ادهار العيدون هو دُوَّار يقع بجماعة سوق القديم، إقليم تطوان، جهة طنجة تطوان الحسيمة في المملكة المغربية. ينتمي الدوّار لمشيخة عين القصاب التي تضم 10 دواوير. يقدر عدد سكانه بـ 310 نسمة حسب الإحصاء الرسمي للسكان والسكنى لسنة 2004.

## روابط خارجية
- البوابة الوطنية للجماعات الترابية
- المندوبية السامية للتخطيط